# دوستی خاله خرسه
دوستی خاله خرسه داستانی فولکوریک ایرانی از کتاب کلیله و دمنه (داستان پادشاه و میمون نادان) است و شخصیت ها با مرد (پادشاه) و خرس (میمون نادان) جایگزین شدند است که اشاره به دوستانی دارد که از فرط محبت ممکن است انسان را به کشتن بدهند.

## داستان

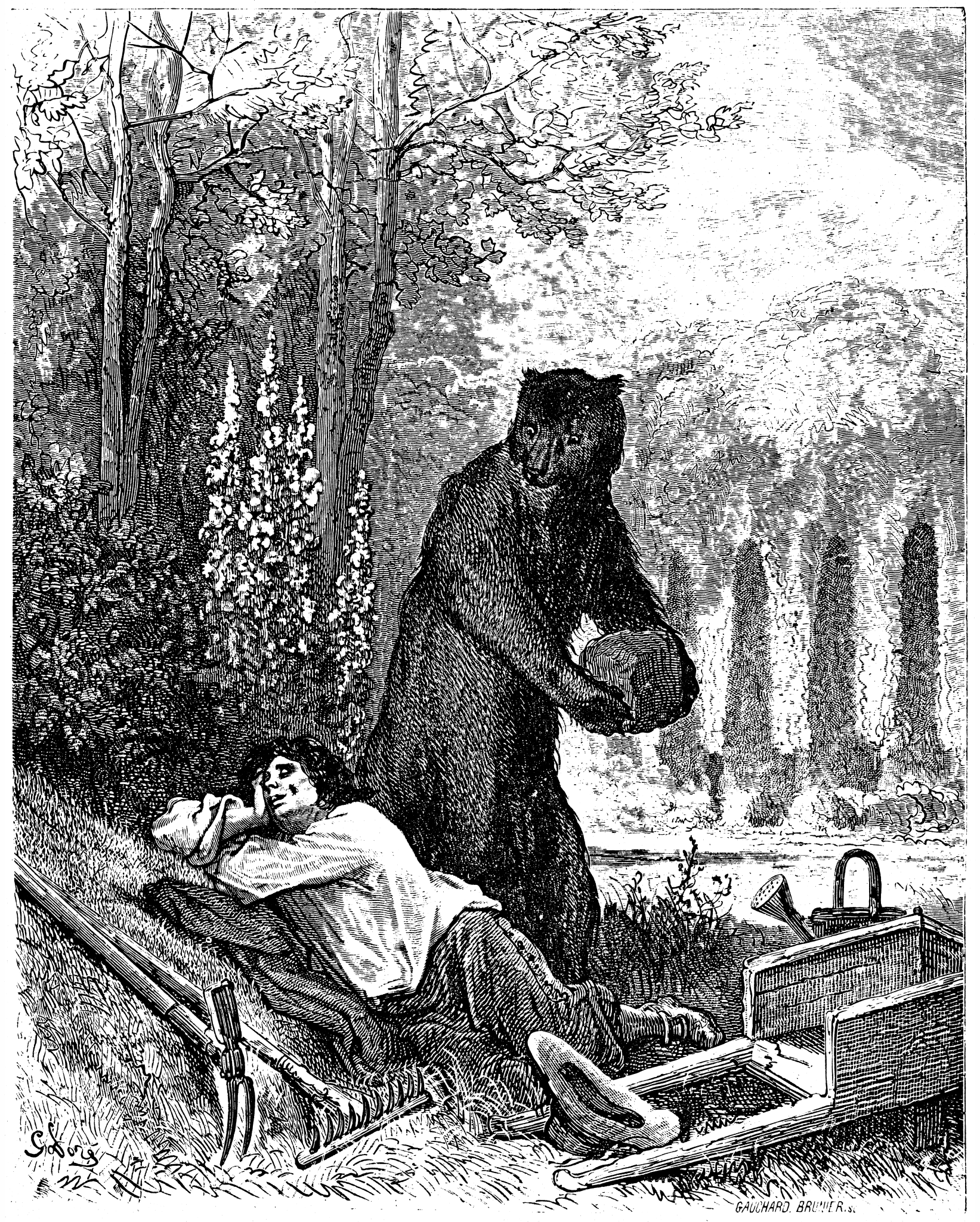
نقاشی از گوستاو دوره

داستان از مردی روایت می‌کند که فقیر است . او روزی به جنگل میرود . در راه صدای خرسی را میشنود که دارد ناله میکند . مرد به سمت صدا میرود و میبیند که خرس به کمک نیاز دارد او کمکش میکند  و باخرس دوست میشود. روزی مرد در زیر درختی به خواب می‌رود.  هنگامی که مرد در خواب است مگس‌ها باعث آزار وی می‌شوند. خرسی که دوست مرد بوده‌است برای دفع آزار مگس‌ها قطعه سنگی را به سوی مگسی که بر صورت مرد نشسته بود پرتاب می‌کند. مگس فرار  می‌کند، ولی مرد بر اثر اصابت سنگ به سرش می‌میرد.